# Anthophora incerta
Anthophora incerta är en biart som beskrevs av Maximilian Spinola 1851. Anthophora incerta ingår i släktet pälsbin, och familjen långtungebin. Inga underarter finns listade i Catalogue of Life.